# Lázica
Lázica (en latín: Lazica o Lazicum; en griego: Λαζική, Lazikē; en persa: Lazistan; en laz: Laziǩa, ლაზიკა) o Egrisi (del georgiano: ეგრისი) es el término con que se llamaba al país situado al oeste de la actual Georgia, incluyendo en ciertas épocas lo que hoy es Abjasia y Lazistán, desde que fue dominado por el Imperio romano hasta su unión con Kartli-Iberia para formar el primer reino georgiano unificado en la Edad Media.

## Historia
El territorio de Lázica era el país conocido como Cólquida por los antiguos griegos, que habían establecido colonias costeras en él durante el siglo VI y el siglo V a. C., y que constituía para ellos el "viaje más largo" según una expresión coloquial; el país oriental más extremo conocido, donde nacía el sol. Se hallaba más allá de las tierras conquistadas por Alejandro Magno. Fasis y Dioscuríade eran las dos colonias griegas más florecientes, a veces hostigadas por los indígenas del interior. Tras la caída del Imperio Persa, parte de la Cólquida, conocida como Egrisi, fue anexionada por el recientemente creado reino de Iberia alrededor de 302 a. C. Poco tiempo después se separó y se dividió en varios pequeños principados regidos por sceptuchi. Mantuvieron cierto nivel de independencia hasta que fueron conquistados (ca. 101 a. C.) por Mitrídates VI, rey del Ponto.

### Bajo el reino del Ponto
Mitrídates VI tuvo que sofocar una rebelión en 83 a. C. y después cedió el territorio a su hijo Mitrídates, que fue ejecutado poco después por sospechas de conspiración contra su padre. Luego, Mitrídates VI hizo a su otro hijo, Macares, rey de Cólquida, que reinó por poco tiempo.
En el año 65 a. C. Mitrídates fue derrotado por los romanos y Pompeyo ocupó el territorio, capturó a su gobernador (sceptuchus) Oltaces y puso a Aristarco en el gobierno (65-47 a. C.). A la caída de Pompeyo, Farnaces II, hijo de Mitrídates, sometió Cólquida, Armenia y parte de Capadocia, derrotando a Cneo Domicio Calvino, que había sido enviado por Julio César. Pero su dominio duró poco; bajo Polemon I, hijo y sucesor de Farnaces, Cólquida entró a formar parte del Ponto y del reino del Bósforo. Tras la muerte de Polemon (8 a. C.), su segunda mujer, Pythodorida, retuvo el dominio de Cólquida y Ponto, pero perdió el Bósforo. Su hijo y sucesor, Polemon II, fue forzado a la abdicación por Nerón, y Cólquida y el Ponto fueron integrados en la provincia de Galacia (año 63) y luego en Capadocia (81).

### Bajo el Imperio romano
Aunque la mayor parte de las fortalezas costeras estaban en manos de los romanos, su dominio era débil. En el año 89 la población de Cólquida y Ponto, bajo el mando de Aniceto, se rebeló sin éxito contra el dominio romano. Las regiones costeras y llanas eran frecuentemente devastadas por las feroces tribus montañesas, siendo los soanes y los heniocos los más poderosos entre ellas. Rindiendo homenaje nominal a Roma, crearon reinos propios, gozando de notable independencia.
El Cristianismo comenzó a extenderse por el país desde el siglo I. Historias tradicionales hablan de las actividades evangelizadoras de San Andrés, San Simón el Zelote y S. Matata. Aun así, las creencias helenísticas, paganas y mitraicas permanecerían extendidas por el país hasta el siglo IV. Hacia la década de 130 los reinos de los maquelones, los heniocos, Egrisi, Apsilia, Abasgia y Sanigia ocupaban la región de sur a norte. Los godos, establecidos en Crimea, y que buscaban nuevos territorios de asentamiento, invadieron Cólquida en el 253, pero fueron rechazados por la guarnición romana de Pitsunda. Hacia los siglos II y III la mayor parte de los reinos y principados fueron sometidos por reyes lazes y la región comenzó a ser llamada Lázica.
Desde el asentamiento de los romanos en el país, éste constituyó una marca fronteriza estratégica que dominaba los pasos del Cáucaso e impedía los intentos del Imperio Persa de asomarse al Mar Negro.

### Época bizantina
Durante el siglo IV se creó la eparquía cristiana u obispado de Pitiunt (Bichvinta, en georgiano) en este reino. En el año 325, entre los asistentes al Primer Concilio de Nicea estaba el Obispo de Pitiunt, Estratófilo. El primer rey cristiano de Lázica/Egrisi fue Gubazes I. En el siglo V se declaró el cristianismo religión oficial del reino. Más tarde, la nobleza y el clero de Lázica cambiaron de la tradición y liturgia greco-bizantina a la georgiana y el georgiano se convirtió en el idioma de cultura y educación.
En los siglos IV y V siguió siendo un país ligado al Imperio, ahora bizantino, en la frontera con la Persia sasánida. En el "Tratado de paz eterna" de 532 Persia reconoció a Lázica como vasallo de Constantinopla, pero la presión de ésta para reforzar su dominio resultó en una insurrección lázica (541). La petición de ayuda del rey Gubazes I a los persas hizo que Cosroes I entrase en el reino y tomase la fortaleza bizantina de Petra a orillas del Mar Negro (541), estableciendo un protectorado sobre el país. Ahora el dominio persa, que promocionaba el zoroastrismo en la cristiana Lázica, provocó descontento y el rey Gubazez se rebeló en 548 y llamó al emperador bizantino Justiniano I, iniciando la Guerra Lázica. Las hostilidades se desarrollaron en los años siguientes con avances y retrocesos de unos y otros contendientes, disensiones entre aliados, etc. hasta que en 556 las fuerzas lázico-bizantinas retomaron Archaeopolis y desbandaron al enemigo. Finalmente, los persas fueron expulsados. Las hostilidades finalizaron con la tregua de 557 y en la "Paz de los Cincuenta Años" de 562 Cosroes I reconoció a Lázica como vasallo bizantino a cambio de un pago anual de oro. 
El Imperio Bizantino gobernó el país desde 570 hasta 660 aproximadamente. Lázica fue desde entonces un reino vasallo del Imperio, sujeto a la rivalidad bizantino-sasánida, pues el vecino reino oriental de Iberia estaba en la órbita persa.

### Irrupción árabe y ascenso de Apkhazeti
El debilitamiento del Imperio sasánida propició la invasión árabe de las tierras caucasianas. En 736-738 los árabes se hicieron con Tiflis, estableciendo un emirato. El dominio bizantino comenzó a desaparecer tras la batalla de Sebastópolis, librada cerca de la costa del Mar Negro en el año 692 entre las tropas del Califato Omeya y las del Imperio Bizantino comandadas por Leontios. Sebastópolis (actual Sujumi) continuó siendo el último reducto bizantino en Lázica, hasta que fue saqueada y destruida por el conquistador árabe Marwán ibn Muhámmad en 736.
Los árabes habían entrado en Apkhazeti (actual Abjasia) persiguiendo la retirada de los príncipes hermanos Mir de Lázica y Archil de Iberia. La disentería, las inundaciones y la enconada resistencia del arconte León I de Apkhazeti junto con sus aliados de Iberia y Lázica hicieron retirarse a los invasores. León I se casó con la hija de Mir y un sucesor, León II, aprovechó esta unión dinástica para adquirir Lázica (Egrisi) en la década de 770. Considerado como Estado sucesor de Lázica, este nuevo reino (Apkhazeti) continuó siendo llamado Lázica en algunas crónicas históricas contemporáneas georgianas y armenias.
La exitosa defensa contra los árabes y nuevas ganancias territoriales dieron a los príncipes abjasos más poder para reclamar mayor autonomía del Imperio Bizantino. Alrededor de 786 León consiguió su total independencia con ayuda de los jázaros. Se intituló «rey de los abjasos» y trasladó su capital a la ciudad de Kutatisi (actual Kutaisi), en Imeretia. Según los anales georgianos, León dividió su reino en ocho ducados: la propia Abjasia, Tskhumi, Bedia, Guria, Racha y Takveri, Svaneti, Argveti y Kutatisi.
El período más próspero del reino abjaso fue entre 850 y 950. En los primeros años del siglo X el reino se extendía, según crónicas bizantinas, por unas 300 millas griegas, desde el límite con el thema de Caldía hasta la boca del río Nicopsis, con el Cáucaso a la espalda. El reino se engrandeció con Iberia (Georgia central y oriental), interfirió con los bagrátidas de Georgia y Armenia, y su dominio llegó hasta las puertas de Tfilisi (actual Tiflis), entonces dominada por los árabes. Bajo Jorge II (916/17-960) el reino alcanzó su zenit de poder y prestigio. Durante un breve periodo de tiempo, incluso el principado de Kajetia, en la Georgia oriental, y el reino de Hereti, en la frontera georgiano-albana, reconocieron vasallaje a Abjasia. Jorge II patrocinó las actividades misioneras en Alania.
Sin embargo, los sucesores de Jorge II no supieron mantener el poder y la integridad del reino. Durante el reinado de León III (960-969) Kajetia y Hereti se emanciparon. Una amarga guerra civil y revueltas feudales, que comenzaron bajo Demetrio III (969-976), llevaron al país a la total anarquía en tiempos de Teodosio III el Ciego (976-978). Por esa época la hegemonía había pasado a los bagrátidas de Tao-Klardsheti. En 978 el príncipe bagrátida Bagrat, hijo de la hermana de Teodosio, que había muerto sin descendencia, ocupó el trono abjaso con la ayuda de su padre adoptivo David III de Tao. En 1008 Bagrat sucedió tras la muerte a su padre natural Gurgen de Iberia como "Rey de reyes de los georgianos". De esta manera se unificaron estos dos reinos por sucesión dinástica, poniendo en la práctica las bases de la monarquía unificada de Georgia, denominada "Reino de los georgianos".